# Dolgi Vrh
Dolgi Vrh je naselje v Občini Slovenska Bistrica.